# Acarreo
En aritmética, el acarreo es el nombre utilizado para describir un recurso mnemotécnico en una operación aritmética, principalmente en la operación suma.
Se usa cuando un dígito ha sido transferido de una columna de dígitos a otra columna de mayor potencia en un algoritmo de cálculo.
Ejemplo
En el siguiente algoritmo escrito de suma, el dígito 1 es el acarreo:
{\displaystyle {\begin{array}{crr}&{\color {Blue}1}&\\&2&7\\+&5&9\\\hline &8&6\end{array}}{\begin{array}{l}{\color {Blue}\longleftarrow \;acarreo}\\\longleftarrow \;1^{\circ }\;sumando\\\longleftarrow \;2^{\circ }\;sumando\\\longleftarrow \;Suma\end{array}}}
Explicación
Para escribir la suma de los números 27 más 59, ordeno sus dígitos por columnas (decenas y unidades)
Primero sumo la columna de las unidades (7 + 9) y obtengo el número 16 (1 decena y 6 unidades).
Escribo solo 6 debajo de la columna de unidades y acarreo (o me llevo) 1 decena a la columna siguiente: la columna de las decenas.

## En informática
En referencia a un circuito digital como un sumador, la palabra acarreo es usada de forma similar. En la mayoría de las computadoras, el acarreo del bit de mayor potencia de una operación aritmética (o el desplazamiento del último bit, en una operación de desplazamiento) es ubicado en un bit especial, llamado bit de acarreo, el cual podrá ser usado como entrada de acarreo en una operación aritmética de precisión múltiple, o será usado para el control de ejecución de un programa informático.
El acarreo reserva es, en la suma, la señal que marca el desbordamiento de la suma de dos números y que se añade como 1 al valor de su izquierda.